# جامار بيسلي
جامار بيسلي (بالإنجليزية: Jamar Beasley)‏ هو لاعب كرة الصالات ‏ ولاعب كرة قدم أمريكي، ولد في 11 أكتوبر 1979 في فورت واين في الولايات المتحدة. شارك مع منتخب الولايات المتحدة تحت 20 سنة لكرة القدم. أما مع النوادي، فقد لعب مع تشارلستون بيتري وسبورتينغ كانساس سيتي وشيكاغو فاير ونيو إنجلاند ريفولوشن.

## وصلات خارجية
- جامار بيسلي على موقع الاتحاد الدولي (مؤرشف)  (الإنجليزية)
- جامار بيسلي على موقع الدوري الأمريكي (الإنجليزية)
- جامار بيسلي على موقع قاعدة بيانات كرة القدم.إي يو (الإنجليزية)